# Wyatt Ruther
Wyatt 'Bull' Ruther (Pittsburgh, 5 februari 1923 - San Francisco, 31 oktober 1999) was een Amerikaanse jazzcontrabassist van de modernjazz.

## Biografie
Aan het begin van zijn carrière werkte Wyatt Ruther in 1951/1952 met Dave Brubeck en van 1952 tot 1955 met tussenpozen met Erroll Garner en kort met Woody Herman. Tussendoor begeleidde hij de zangeres Lena Horne. In 1955 richtte hij het Canadian Jazz Quartet op in Ottawa, was hij eerst in 1956/1957 als muziekpedagoog in Canada en speelde hij in 1958 met Peter Appleyard in Toronto. In 1958/59 speelde hij met Chico Hamilton, 1959 met George Shearing. In de jaren 1960 werkte hij met Buddy Rich, in de band van Al Cohn en Zoot Sims, met Gerry Mulligan, Ahmad Jamal, Mary Lou Williams en 1964/1965 in het Count Basie Orchestra. Tussen 1972 en 1984 maakte hij deel uit van het jazzcircuit van Vancouver en speelde hij o.a. in het trio van Fraser MacPherson, maar ook met Mike Taylor en Renée Doruyter. Daarna verhuisde hij naar San Francisco, waar hij o.a. Benny Carter begeleidde.
Naast zijn opnamen als begeleider nam hij met zijn eigen septet in 1955 vier nummers op voor het album Basses Loaded.

## Discografie
- 1955: Milt Hinton met Wendell Marshall en Bull Ruther: Basses Loaded (RCA Records)
- 1953/1954: Dave Brubeck – Paul Desmond (Fantasy Records)
- 1954,1955: Erroll Garner: Jazz Masters 7 (Verve); Contrasts (Verve Records)
- 1958,1959:Chico Hamilton: With Strings (1958), Gongs East (Discovery Records); That Hamilton Man